# Кобрелоа
«Кобрело́а» (исп. Club de Deportes Cobreloa) — чилийский футбольный клуб из северного города Калама, расположенного в районе пустыни Атакама. «Кобрелоа» — очень молодой клуб, основанный в 1977 году, но сумевший быстрыми темпами ворваться в элиту чилийского футбола. Дважды подряд (в 1981 и 1982 годах) «Кобрелоа» доходила до финала Кубка Либертадорес, но уступал в решающих встречах.

## История
Команда была основана 7 января 1977 года в шахтёрском городе Калама на севере Чили, что далеко от традиционных для страны регионов развития футбола (то есть от столичного региона).
Название клуба — комбинация слов Cobre (медь, по главной добываемой руде города) и Loa — по названию крупнейшей реки Чили Лоа, на которой основан город Калама.
В первый же год существования команда пробилась в Примеру Чили. В 1980 году команда впервые стала чемпионом Чили, уже в следующем сезоне дошла до финала Кубка Либертадорес, но уступила там знаменитому бразильскому «Фламенго». В 1982 году команда стала чемпионом Чили во второй раз и вновь дошла до финала главного континентального турнира Южной Америки. На сей раз последовало поражение от другого гранда — уругвайского «Пеньяроля».
В дальнейшем «Кобрелоа» сконцентрировалась на победах во внутреннем первенстве, которых на счету команды насчитывается восемь, что делает «Кобрелоа» четвёртым клубом Чили за всю историю после явного лидера «Коло-Коло», а также «Универсидад де Чили» и «Универсидад Католики», которые принимают участие в чемпионатах страны ещё с 1930-х годов.
По итогам сезона 2014/15 команда вылетела в Примеру B, где играет по сей день.

## Достижения
- Чемпион Чили (8): 1980, 1982, 1985, 1988, 1992, Ап. 2003, Кл. 2003, Кл. 2004
- Вице-чемпион Чили (8): 1978, 1979, 1981, 1983, 1993, 2000, Ап. 2004, Кл. 2011
- Обладатель Кубка Чили (1): 1986
- Финалист Кубка Чили (3): 1991, 1993, 1995
- Финалист Кубка Либертадорес (2): 1981, 1982